# دودة أنبوبية كبيرة
ديدان انبوبية كبيرة (بالإنجليزية:
Giant Tube worms) هي أحياء لا فقرية من فصيلة الديدان المقسمة تعيش في المحيطات. تعيش Riftia pachyptila على اعماق في المحيط الهادي أكثر من 1800 متر بالقرب من مدخنات سوداء، وهي تستطيع العيش في وسط غني ب كبريتيد الهيدروجين. قد يصل طول تلك الديدان إلى نحو 2.4 متر، ويصل قطر جسمها الانبوبي 4 سنتيمتر. وتعيش في درجة حرارة للمياه بين 2 درجة مئوية و 30 درجة.
كما ينطبق اسم «دودة أنبوبية كبيرة» أيضا أكبر أنواع الديدان على
Kuphus polythalamia التي هي في واقع الامر bivalve mollusc, وليست دودة مقسمة.
تعيش الريفتيا باكيفتيلا الأنبوبية في تعاون حياتي مع بكتيريا تقوم بالتمثيل الكيميائي في جوار الفوهات المائية الحرارية، واكتسبت اهتمام العلماء.

## صفاتها
تعيش الدودة الانبوبية الكبيرة في قاع البحر ثابتة في القاع ولا تترك مكانها. وينقسم جسمها إلى أربعة اجزاء: الجزء العلوي ويحمل مايشبة اللحية مكونة من شعيرات حمراء. عندما يحدق خطرا تسحب الدودة اللحية داخل الأنبوب التي تكون بمثابة غطاء. اسفل هذا الجزء يأتي جزء عضلي، هذا الجزء العضلي يغلق الأنبوب عندم انفراج اللحية. وفيه يوجد القلب والمخ وجهاز الإخراج. كما يؤم الجزء العضلي بذور التناسل وغدد مخرجة لنفايات. ثم يأتي تحت الجزء العطلي الذي يسمى Vestimentum
بدن طويل أنبوبي، يحده من الخارج أنبوب عضلي وجلد. يغطي الجلد طبقة ملساء من بروتين كولاجين. يوجد داخل الأنبوب عضو مكون من رقعات يسمى «تروبوسوم» تعيش فيها بكتيريا كبيريتية تتعاون حياتيا مع الدودة الأنبوبية، وهي التي تمد الدودة الأنبوبية بالغذاء. كما تنتشر هنا غدد للقاح. ويتكون الجزء السفلي من أجزاء قصيرة كثيرة وتحمل مصفوفات من الشوائك، وظيفتها تثبيت الحيوان في أرضية البحر.

## التعايش

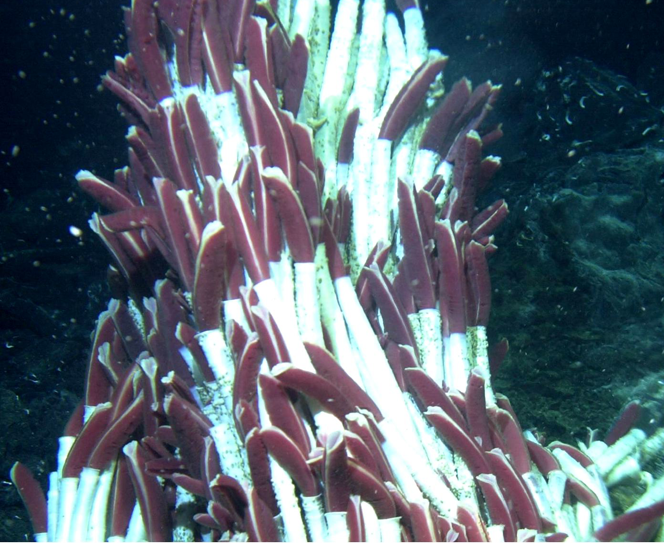
Riftia-Kolonie

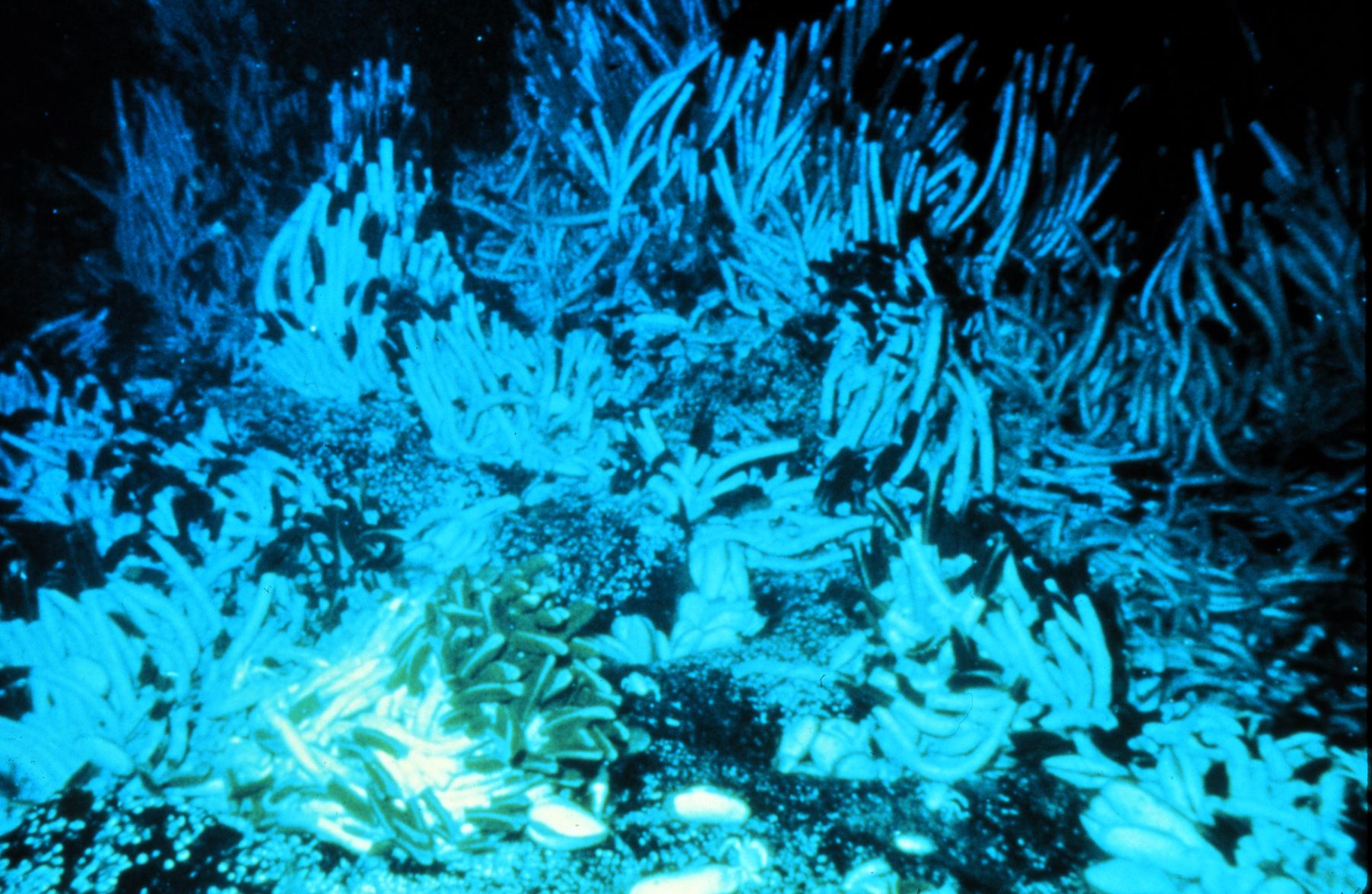
دود انبوبي حول فوهة مياهح حرارية تكتسب موادا عضوية من بكتيريا.

تتعايش symbiose الريفتيا مع نوع من البكتيريا يسمى "بروتيوبكتيريا. لا تستطيع الدودة الحصول على غذاء بنفسها إذ ليس لها فتحة فم وليس لها أمعاء، ولهذا فإن حياتها معتمدة على التعايش مع هذه البكتيريا.
كانت الدودة الانبوبية الكبيرة هي أول حيوان يعتمد في معيشته على تعايش مع بكتيريا الكبريت، ولا يزال هتى الآن مثال نموذجي لمثل ذلك التبادل الحياتي. وقد اكتشفت بعد ذلك العديد من ذلك التعايش زمنتشر بين حيوانات كثيرة.
وعلى الرغم من معرفة كثيرة عن تلك الأنواع من البكتيريا إلا أنه لم ينجح العلماء في زرعها. وقد حلل الجينوم و «البروتيوم» Proteom .
تكتسب بكتيريا التعايش طاقة من أكسدتها لأيونات السلفيد بالأكسجين الموجود في ماء البحر. لا يكون السلفيد مستقرا في المياه ولكنه ينتشر مع أيونات معدنية من فوهات مائية حرارية التي تنشأ من نشاط براكين في أعماق المحيطات. هنا يخرج من الفوهات ماء بحر تخلل شقوقا في قاع البحر واختلط بالصهارة الساخنة واغتنى بالأملاح المعدنية. تستطيع أنواع أخرى من «ديدان اللحية» استغلال مصادر السلفيد (الكبريت) وطمي خالي من الأكسجين أو مواد عضوية متحللة والعيش عليها، ولكن لم يشاهد ذلك مع الديدان الأنبوبية الكبيرة «ريفيتيا».
تقوم البكتيريا بأكسدة السلفيد إلى سلفات وتنتج بذلك طاقة. كما أن في استطاعتها اختزال ثاني أكسيد الكربون الذائب في الماء وتحويلها إلى مواد عضوية عبر سلسلة من التفاعلات. بذلك تمد البكتيريا ديدان الريفتيا بالطاقة والكربون. كما تمد الريفتيا البكتيريا بماء غني بالسلفيد تعمل على تحريكه من مصادر فوهات وشقوق في قاع البحر. كما تعمل على تنشيط التسامي لثاني أكسيد الكربون عن طريق توفيق الباهاء في المياه وتطرد مواد نفايات ضارة مثل ذرات الهيدروجين.
توجد بعض المؤشرات أن الربيفتيا تستفيد أيضا من هذا الهيدروجين واستغلاله للحصول على الطاقة. ويبدو أن تلك البكتيريا تستطيع التنفس بالنترات في وسط فقير بالأكسجين، أو على الأقل تستطيع استغلال النترات الذائب في الماء كمصدر للنيتروجين.

## وصلات خارجية
- Giant Tube Worm page at the Smithsonian
- http://www.seasky.org/monsters/sea7a1g.html
- http://www.ucmp.berkeley.edu/annelida/pogonophora.html
- http://www.ocean.udel.edu/deepsea/level-2/creature/tube.html نسخة محفوظة 8 أبريل 2009 على موقع واي باك مشين.
- Privett، B. (2001). "Riftia pachyptila". Animal Diversity Web. مؤرشف من الأصل في 2014-10-30. اطلع عليه بتاريخ 2008-02-25.

## اقرأ أيضا
- دودة بومبي
- فوهة مائية حرارية
- تمثيل كيميائي